# Robert Scott (roer)
Robert "Rob" Geoffrey Scott (født 5. august 1969 i Perth) er en australsk tidligere roer.
Scott deltog første gang ved de olympiske lege i 1992 i Barcelona, hvor han var med i den australske otter, der efter en andenplads i indledende heat, blev treer i semifinalen, inden båden endte på en femteplads i A-finalen.
Ved OL 1996 i Atlanta stillede han op i toer uden styrmand sammen med David Weightman, og parret vandt deres indledende heat og semifinaleheat. I finalen hentede de sølvmedaljer efter at være blevet besejret med næsten et sekund af Steve Redgrave og Matthew Pinsent fra Storbritannien, mens de selv var over et sekund hurtigere end franskmændene Michel Andrieux og Jean-Christophe Rolland på bronzepladsen.
Scott er gift med den australske vandpolospiller, Liz Weekes, der var med til at vinde guld ved OL 2000 i Sydney.

## OL-medaljer
- 1996:  Sølv i toer uden styrmand